# Sibylle Einholz
Sibylle Einholz (* 8. August 1948 in Lübeck) ist eine deutsche Kunsthistorikerin und war von 1995 bis 2013 Professorin an der Hochschule für Technik und Wirtschaft Berlin (HTW) im Fachbereich Gestaltung, Studiengang Museumskunde und Museumsmanagement und -kommunikation.

## Biografie
Sibylle Einholz studierte nach dem Abitur 1969 zunächst Pharmazie, dann Kunstgeschichte und Ethnologie an der Freien Universität Berlin, wo sie 1984 mit einer Dissertation über den Bildhauer Peter Breuer promoviert wurde. Von 1995 bis zum Oktober 2013 war sie Professorin an der Hochschule für Technik und Wirtschaft Berlin.
Von 1991 bis 2003 war sie mit Jürgen Wetzel, dem Leiter des Landesarchivs Berlin, Herausgeberin des Bären von Berlin. Jahrbuchs des Vereins für die Geschichte Berlins. 2003 initiierte Einholz ein auf Jahre angelegtes Forschungsprojekt zum Thema Berliner Fotografenateliers im 19. Jahrhundert in Kooperation mit dem Verein für die Geschichte Berlins. Einholz war zudem viele Jahre Mitglied im Vorstand des Vereins für die Geschichte Berlins, zuletzt 2015 bis 2017 als Beisitzerin. Zum 150. Jubiläum des Geschichtsvereins im Jahre 2015 organisierte sie die Vereins-Ausstellung im Märkischen Museum.
Sibylle Einholz war mit dem Berliner Psychologen Konrad W. Sprai (1924–2012) verheiratet.

## Ehrungen
- Fidicin-Medaille des Vereins für die Geschichte Berlins (2006)[4]

## Schriften
- Die chinesische Steinabreibung. China-Studien- und Verlags-Gesellschaft, Berlin 1979, ISBN 3-922373-01-1 (Ausstellungskatalog).
- Peter Breuer (1856–1930), ein Plastiker zwischen Tradition und Moderne. 1984, (Berlin, Freie Universität, Dissertation, 1984).
- Von irdischem Ruhm und seiner Haltbarkeit. Spaziergänge auf Friedhöfen des alten Berlin. Die Begräbnisplätze in der Chausseestraße. In: Bär von Berlin. Jahrbuch des Verein für die Geschichte Berlins. Bd. 38/39, 1989/1990, ISSN 0522-0033, S. 111–128.
- als Herausgeberin mit Peter Bloch und Jutta von Simson: Ethos und Pathos. Die Berliner Bildhauerschule 1786–1914. Eine Ausstellung der Skulpturengalerie der Staatlichen Museen Preussischer Kulturbesitz vom 19. Mai bis 29. Juli 1990 im Hamburger Bahnhof. 2 Bände. Gebr. Mann, Berlin 1990, ISBN 3-7861-1599-0.
- Enzyklopädie in Gips. Zur Sammlungsgeschichte der Berliner Museen. In: Bär von Berlin. Jahrbuch des Verein für die Geschichte Berlins. Bd. 41, 1992, S. 75–96.
- Das Brandenburger Tor – Eine Nachlese. Einige Bemerkungen zur Restaurierung 1926/27. In: Bär von Berlin. Jahrbuch des Verein für die Geschichte Berlins. Bd. 42, 1993, S. 103–117.
- Ein Japaner in Berlin. Auf den Spuren des Schriftstellers Mori Ôgai im Berlin der Kaiserzeit. In: Bär von Berlin. Jahrbuch des Verein für die Geschichte Berlins. Bd. 44, 1995, S. 103–122.
- Die Große Granitschale im Lustgarten. Zur Bedeutung eines Berliner Solitärs. In: Bär von Berlin. Jahrbuch des Verein für die Geschichte Berlins. Bd. 46, 1996, S. 41–63.
- Fern vom guten Ort. Spurensuche auf dem Stahnsdorfer Südwestkirchhof. In: Bär von Berlin. Jahrbuch des Verein für die Geschichte Berlins. Bd. 51, 2002, S. 85–114.
- Der Verein für die Geschichte Berlins im Spiegel der Fotografiegeschichte. In: Bär von Berlin. Jahrbuch des Verein für die Geschichte Berlins. Bd. 55, 2006, S. 65–92, (Volltext).
- Wiederentdeckt. In: Kulturprojekte Berlin GmbH.: 2. Europäischer Monat der Fotografie Berlin November 2006, 27. Oktober bis 30. November. Kulturprojekte Berlin GmbH, Berlin 2006, ISBN 3-930929-23-6, S. 2.
- Letzte Ruhestätte: Südwestkirchhof Stahnsdorf. In: Anna Fischer: Erzwungener Freitod. Spuren und Zeugnisse in den Freitod getriebener Juden der Jahre 1938–1945 in Berlin. Textpunkt, Berlin 2007, ISBN 978-3-938414-45-3, S. 162–189.
- Mode – Durch – Licht. Historische Lehrdiapositive. In: Kulturprojekte Berlin GmbH.: 4. Europäischer Monat der Fotografie Berlin November 2010, 15. Oktober bis 28. November. Kulturprojekte Berlin GmbH, Berlin 2010, ISBN 978-3-940231-05-5, S. 92.
- Belichtungsspuren. Berliner Fotografenateliers des 19. Jahrhunderts. Beiträge zum Kolloquium 14.–15. November 2008. Hochschule für Technik und Wirtschaft Berlin, Berlin 2011, ISBN 978-3-86262-009-8.
- Die Gründergeneration des Vereins – Betrachtung eines fotografischen Erscheinungsbildes. In: Susanne Kähler, Wolfgang Krogel, Manfred Uhlitz (Hrsg.): 150 Jahre Metropole Berlin. Festschrift zum 150. Jubiläum des Vereins für die Geschichte Berlins e. V., gegr. 1865 (= Bär von Berlin. Jahrbuch des Verein für die Geschichte Berlins. 63/64, 2014/2015). Elsengold, Berlin 2015, ISBN 978-3-944594-28-6, S. 53 ff.
- Heinrich Graf (1835 Berlin – 1906 Berlin). Bildspuren eines Berliner Atelierfotografen. In: Der Bär von Berlin. Jahrbuch des Vereins für die Geschichte Berlins, 66. Folge, 2017, S. 71–92.

## Projekte aus Forschung und Weiterbildung (Auswahl)
- Digitalisierung und Erschließung der Stoffmusterbücher des Historischen Archivs der HTW Berlin (DESSIN – Stoffmuster digital)[5]
- Historische Textilien des 19. Jahrhunderts (Historische Stoffprobenbücher und Musterbücher)[6]
- Archiv historischer Lehrmittel im Fachbereich Gestaltung (Historische Lehrmittel)[7]
- Fotografische Referenz-Bilddatei zur Berliner Mode (19. u. frühes 20. Jh.) (Berliner Mode in historischen Fotografien)[8]
- Historische Lehrdiapositive der Firma Dr. Franz Stoedtner[9]
- Berliner Fotografenateliers des 19. Jahrhunderts (Dokumentation)[10]
- Jüdische Grabstätten auf dem Südwestkirchhof Stahnsdorf (Dokumentation)[11]